# Ракульское (Костромская область)
Ракульское — опустевшая деревня в Макарьевском районе Костромской области. Входит в состав Усть-Нейского сельского поселения.

## География
Находится в юго-восточной части Костромской области на расстоянии приблизительно 11 км на запад по прямой от районного центра города Макарьев на правобережье реки Нея.

## История
Известна с 1872 года как деревня с 7 дворами, в 1907 году отмечено уже 12 дворов. По состоянию на 2020 год опустела.

## Население
Постоянное население составляло 61 человек (1872 год), 93(1897), 101 (1907), 3 в 2002 году (русские 100 %), 0 в 2022.